# Кандіана
Кандіана (італ. Candiana, вен. Candiana) — муніципалітет в Італії, у регіоні Венето, провінція Падуя.
Кандіана розташована на відстані близько 380 км на північ від Рима, 38 км на південний захід від Венеції, 23 км на південь від Падуї.
Населення — 2423 особи (2014).
Щорічний фестиваль відбувається 29 вересня. Покровитель — святий Архангел Михаїл.

## Демографія
Населення за роками:

Станом на 1 січня 2023 року в муніципалітеті офіційно проживали 153 іноземці з 16 країн, серед них 25 громадян країн Євросоюзу та 3 громадяни України.

## Сусідні муніципалітети
- Анья
- Арре
- Боволента
- Корреццола
- Понтелонго
- Террасса-Падована